# Катерина Ізмайлова (фільм)
«Катерина Ізмайлова» (рос. «Катерина Измайлова») — екранізація однойменної опери Д. Д. Шостаковича за сюжетом повісті М. Лєскова «Леді Макбет Мценського повіту».

## Зміст
Катерина Ізмайлова – дружина багатого купця. Їй не вистачає уваги чоловіка, турботи, вона відчуває наростаючу внутрішню порожнечу. Цю порожнечу заповнюють любов і пристрасть, які виникли до одного чоловіка, Сергія. Заради нього вона зважується на ланцюжок убивств. Та коли їх заарештовують, то Сергій втрачає до неї інтерес, адже вона утратила свої гроші.

## Ролі
- Галина Вишневська — Катерина Ізмайлова
- Артем Іноземцев — Сергій (вокал Василь Третяк)
- Микола Боярський — Зіновій Борисович (вокал В'ячеслав Радзієвський)
- Олександр Соколов — Борис Тимофійович (вокал - Олександр Ведерников)
- Тетяна Гаврилова — Сонетка (вокал В. Речка)
- Роман Ткачук — задрипаний мужичок (вокал Савелій Стрежнєв)
- Віра Титова — Аксинья, кухарка (вокал В. Любимова)
- Любов Малиновська — стара каторжанка (вокал А. Жила)
- Ігор Боголюбов — городовий (вокал В. Герасимчук)
- Костянтин Адашевський — поп (вокал Г. Красуля)
- Костянтин Тягунов — епізод (вокал М. Решетін)

## Знімальна група
- Автор сценарію: Дмитро Шостакович
- Режисер: Михайло Шапіро
- Оператори: Ростислав Давидов, Володимир Пономарьов
- Композитор: Дмитро Шостакович
- Художник: Євген Еней
- Диригент: Костянтин Симеонов

## Технічні дані
- Кольоровий
- Звуковий (6-канальний стереозвук)
- Широкоформатний.

## Нагороди
- 1967 — почесний диплом на XXI міжнародному кінофестивалі в Единбурзі, Шотландія.